# شدة العزل

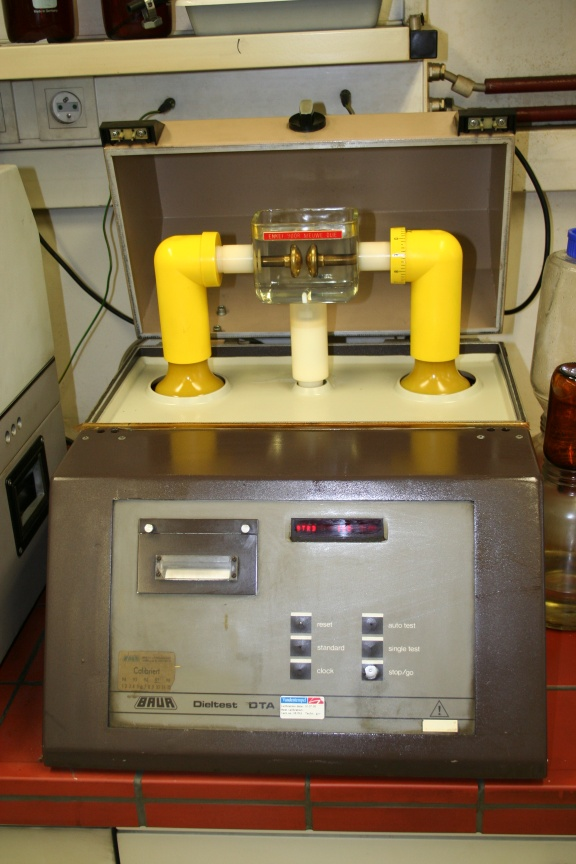

في الفيزياء مصطلح شدة العزل يعني المعاني التالي:
- كمادة عازلة، هوالحد الأقصى لقوة الحقل الكهربائي التي يمكن للعازل ان يتحملها دون أن يعطب، أي دون تعاني من فشل خصائصه العازلة.[1]
- كمواد عازلة كهربائية يعرّف شدة العزل بأنه الحد الأدنى الكهربائية التي تتجنب الانهيار.
- ويعرّف أيضا بأنه الضغط الأقصى للقوة الكهربائية على المواد العازلة دون الوصول إلى اعطابها.

## فهم خواص شدة العزل
مصطلح شدة عزل المواد العازلة بالإنكليزية (dielectric strength of a material) هو نظرية عن المواد العازلة التي تمتلك خاصية ذاتية للمواد السائلة وتعتمد خصائصها على تكوين مواد أو أقطاب كهربائية والتي يتم تطبيقها في التجارب.
في حالة انهيار المادة العازلة، أي اعطابها، سيحرر الحقل الكهربائي الإلكترونات المرتبطة في المادة العازلة. فقط إذا كان الحقل الكهربائي المطبق يكفي لفك ارتباط الإلكترونات بالمادة، قد تصبح الإلكترونات الحرة تسارع إلى السرعات التي يمكن تحرير الإلكترونات إضافية خلال اصطدامها مع الذرات أو جزيئات محايدة في عملية تسمى الانهيار الكهربائي'. يحدث انهيار مفاجئ تماما (عادة في أجزاء نانو ثانية)، مما سيؤدى إلى تشكيل مسار موصل للكهرباء حتى انه قد يدمر قدرة المادة العازلة بشكل نهائي.

## العوامل التي تؤثر على قوة عازلة
- يزيد مع زيادة في سماكة العينة. (علاقة طردية)
- أنه يتناقص مع زيادة في درجة حرارة التشغيل. (يتناسب تناسبا عكسيا)
- أنه يتناقص مع زيادة في التردد. (يتناسب تناسبا عكسيا)
- أنه يتناقص مع زيادة في نسبة الرطوبة. (يتناسب تناسبا عكسيا)

## انهيار قوة الحقل الكهربائي
عندما يحدث انهيار في الحقل الكهربائي ستكون قوة الحقل في حالة معينة تعتمد على هندستها كل من المواد العازلة والأقطاب الكهربائية التي يتم اعدادها في الحقل الكهربائي، وكذلك معدل الزيادة التي تطبق على المجال الكهربائي.
لأن المواد العازلة عادة ما تحتوي على عيوب دقيقة جدا، ستكون قوة التحمل لدة العازل حالة مثالية (غير حقيقية) أفلام العازلة تميل إلى عرض لأكبر قوة عازلة من اسمك عينات من المادة نفسها.